# 普雷斯頓市
53°45′32″N 2°41′56″W / 53.759°N 2.699°W
普雷斯頓市（City of Preston）是英國蘭開夏郡的一個城市和行政區，位於里布爾河北岸。普雷斯頓在2002年獲得英國城市地位，成為英格蘭第50個城市，紀念伊麗莎白二世即位50週年。據2014年估計數據，普雷斯頓市有人口140,452人，整個中開夏郡都市區則有人口335,000人。

## 外部連結
- 维基导游上有關Preston的旅行指南
- Preston City Council website （页面存档备份，存于）